# 廻船と音吉記念館
廻船と音吉記念館（かいせんとおときちきねんかん）は、愛知県知多郡美浜町にある私設博物館（記念館）。

## 概要
尾州廻船と山本音吉に関する資料を展示する博物館で、音吉らが乗船した「宝順丸」の船主であった樋口家の本宅を改装し、2021年5月16日に開館した。
館内には生活道具や農具、船道具などの民俗資料が展示されているほか、土蔵には「奉修 不動明王護摩供二夜三日 海上安全祈願 文化十三年卯月吉良日 象頭山金光院」と書かれた大きな木札と音吉に関する年表や世界地図のパネル展示が行われている。
なお、知多半島のご当地キャラクターである知多娘。の小野浦地区PRキャラクター「小野浦お琴」は、音吉の許嫁であった樋口琴（樋口鈴）をモデルとしたキャラクターであり、当記念館と共同で制作されたものである。